# ブルハン・シャヒディ

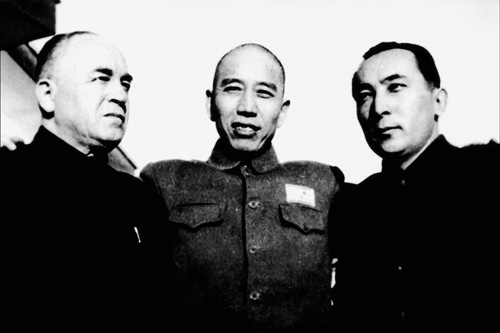
王震（中央）、セイプディン・エズィズィ（右）と

ブルハン・シャヒディ（ウイグル語: بۇرھان شەھىدى; 繁体字: 包爾漢·沙希迪（鮑爾漢·沙希迪）; 簡体字: 包尔汉·沙希迪(鲍尔汉·沙希迪); 拼音: Bāoĕrhàn Shāxīdí、1894年10月3日（清光緒20年9月5日） - 1989年8月27日）は、中華民国・中華人民共和国の政治家。ウイグル族。中華民国最後の新疆省政府主席であり、中華人民共和国でも建国直後に新疆省人民政府主席を数年間務めた人物でもある。字は寿亭。祖籍は新疆省アクスだが、両親が亡命した先のロシア帝国カザン省に生まれた。中国語表記としては他に鮑爾漢·沙赫徳拉など、日本語表記としてはブルハン・アル・シャヒディなどもある。

## 事績

### 中華民国での活動
出生地のカザン省の学校に通った後に書店店員として働き、この間にロシア語を学んだ。後にドイツ語やトルコ語も習得している。1912年（民国元年）にブルハン・シャヒディは新疆省に戻り、1914年（民国3年）に中国国籍を回復した。1922年（民国11年）、迪化市（現在のウルムチ市）に移り、省税関関税委員や迪化市自動車局（原文「汽車局」）局長を務める。1929年（民国18年）に金樹仁が新疆省政府主席となると、ブルハンはその民族差別的政策を嫌悪してドイツへ留学、翌年にベルリン大学に入学した。1933年（民国22年）1月に帰国し、金失脚後の同年6月に阿山宣慰使に任命されている。
1934年（民国23年）、ブルハン・シャヒディは新疆省の最高実力者である盛世才が組織した反帝会や民衆連合会に加入した。ブルハンは反帝会で民衆部副部長、民衆連合会で委員長代理を務めたこともある。1937年（民国26年）3月、ザイサン領事館（現カザフスタン）領事代理に任ぜられた。しかし1938年（民国27年）3月、ブルハンは盛の命令で逮捕され、1944年（民国33年）に盛が新疆を追われるまで監禁されている。釈放後のブルハンは新たに省政府主席となった呉忠信から新疆省民政庁副庁長に任命され、さらに迪化行政督察専員に移った。
1946年（民国35年）6月、呉忠信の後任省政府主席となっていた張治中は、アフメトジャン・カスィミら三区革命派（記事東トルキスタン共和国参照）を取り込む形で新疆省連合政府を樹立した。ブルハン・シャヒディはこの時に連合政府副主席に起用され、さらに新疆学院院長も兼任した。翌1947年（民国36年）7月、ブルハンはアフメトジャンに副主席の地位を譲り、南京に移って国民政府委員に就任している。1948年（民国37年）5月、制憲国民大会閉会後に、総統府顧問に任ぜられ、新疆に戻った。同年末に、三区革命派離脱、連合政府崩壊などで新疆省の混乱を収めることができなかった省政府主席マスード・サブリが辞任、ブルハンが後任の主席となる。しかしブルハンにも事態収拾の術は無く、1949年9月26日に起義（反中国国民党蜂起）を行って中華人民共和国側に転じた。同年中に中国共産党に入党している。

### 中華人民共和国での活動

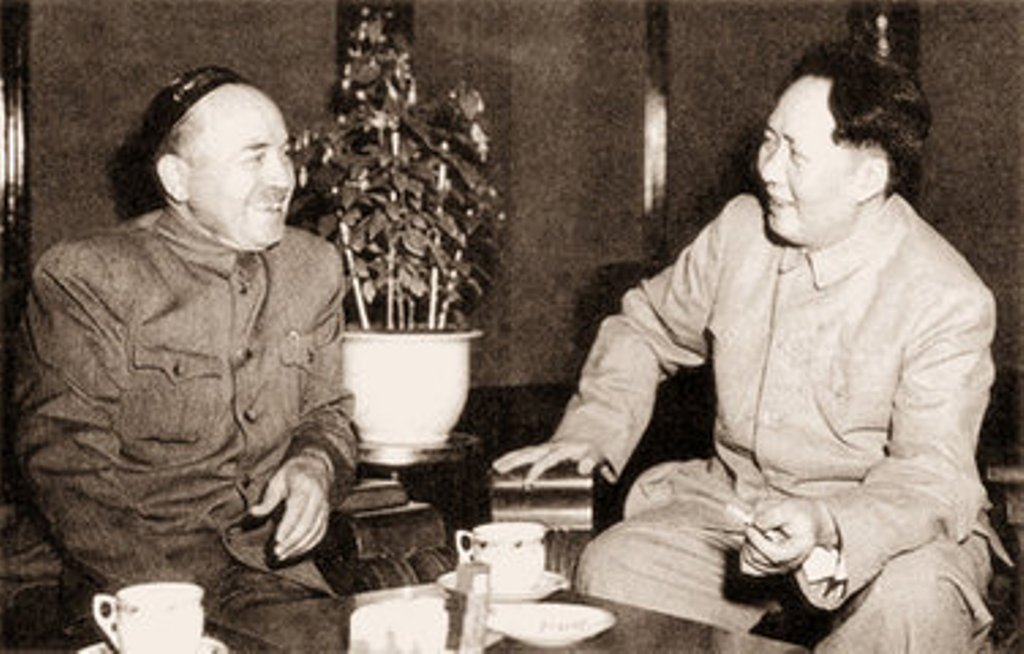
毛沢東と会談するシャヒディ

ブルハン・シャヒディは、中華人民共和国の改組により成立した新疆省人民政府主席にそのまま留任し、1955年の新疆ウイグル自治区への改組まで在任した。このほかにも新疆省では、省政治協商会議主席、省民族自治委員会主任委員、省高等法院院長、中国共産党中央新疆分局、西北軍政委員会委員なども務めている。中央においても、全国人民代表大会常務委員・民族委員会副主任委員、中国イスラム教協会主任、中国人民政治協商会議全国委員会（第1期常務委員、第2～6期副主任）、国務院民族事務委員会副主任などを務めた。外交分野では、中ソ友好協会西北総会副会長、中国インドネシア友好協会会長、中国エジプト友好協会会長を歴任する。学問分野では新疆大学校長、中国科学院学部委員兼民族研究所所長、中国外交学会理事などを務めた。
1966年からの文化大革命では、ブルハン・シャヒディも批判対象とされ、ついには逮捕・監禁されるに至った。1976年にようやく釈放され、その後は『中国大百科全書』総編輯委員会委員、中国民族古文字研究会名誉会長、中華人民共和国憲法改正（原文「修改」）委員会委員などを歴任した。1989年8月27日、北京市にて病没（満94歳）。

## 著作
- 『論阿古柏政權』
- 『新疆回憶錄』
- 『新疆五十年』

## 注
1. 1 2 3 4 5  劉国銘主編（2005）、2343頁。
2. 1 2 3 4 5  徐主編（2007）、2637頁。
3. ↑  劉国銘主編（2005）、2343-44頁。